# Nadchlorany
Nadchlorany (nazwa systematyczna: tetraoksydochlorany(1−); w systemie Stocka: chlorany(VII)) – sole lub estry kwasu nadchlorowego. Nadchlorany nieorganiczne otrzymywane są w wyniku prażenia lub anodowego utleniania chloranów. Mają właściwości utleniające.
Podczas prażenia chloranów przebiega reakcja dysproporcjonowania.
4KClO3 → 3KClO4 + KCl
Większość nadchloranów jest dobrze rozpuszczalna w wodzie, jedynie nadchlorany potasu, amonu, rubidu i cezu wykazują mniejszą rozpuszczalność, co wykorzystuje się podczas analizy odpowiednich kationów.